# Stenovalva
Stenovalva är ett släkte av fjärilar. Stenovalva ingår i familjen stävmalar.
Kladogram enligt Catalogue of Life:
| Stenovalva | \| \| Stenovalva disclusa \| \| \| \| \| \| Stenovalva ghorella \| \| \| \| |
|            | \| \| Stenovalva disclusa \| \| \| \| \| \| Stenovalva ghorella \| \| \| \| |
|            | Stenovalva disclusa                                                         |
|            |                                                                             |
|            | Stenovalva ghorella                                                         |
|            |                                                                             |